# Нікола Шиндлер
Нікола Шиндлер, ОБІ (англ. Nicola Shindler, нар. 8 жовтня 1968 , Рочдейл, Великий Манчестер ) — британська телепродюсерка і виконавча продюсерка, засновниця незалежної телевізійної виробничої компанії Quay Street Productions, засновниця й керівниця виробничої компанії Red у 1998–2020 роках. Багатократна лауреатка Премії БАФТА у телебаченні.

## Відзнаки
- 2003: The Guardian – топ-100 ЗМІ[8]
- 2009: Манчестерський міський університет, Почесний доктор мистецтв[9]
- 2013: BBC Radio 4, Woman's Hour – Power List 100 найвпливовіших жінок Сполученого Королівства[10]
- 2015: The Hollywood Reporter – 25 найвпливовіших жінок світового телебачення[11]
- 2016: Премія Пібоді за «Щаслива долина»[en][12]
- 2017: Міжнародний конкурс «Жінки в кіно і телебаченні» — премія «Жінки в кіно і телебаченні»[13]
- 2019: Офіцер Ордена Британської імперії (OBE) у 2019 році на честь дня народження за заслуги в телерадіомовленні[14]

## Нагороди
- 1997:	Премія БАФТА у телебаченні, Best Single Drama за «Гіллсборо» – з Katy Jones, Charles McDougall, Jimmy McGovern
- 1997: Мюнхенський кінофестиваль, VFF TV Movie Award, Best International Television Production за «Гіллсборо»
- 2001: Премія БАФТА у телебаченні, Best Drama Series за «Після роботи» – з Ann Harrison-Baxter, Paul Abbott
- 2002: Премія БАФТА у телебаченні, Best Drama Serial за «Bob & Rose»[en] (номінація) – з Ann Harrison-Baxter, Russell T. Davies
- 2002:	Премія БАФТА у телебаченні, Best Drama Series за «Після роботи» (номінація) – з Juliet Charlesworth, Paul Abbott
- 2003:	Премія БАФТА у телебаченні, Best Drama Series за «Після роботи» (номінація) – з Paul Abbott, Juliet Charlesworth
- 2005: Королівське телевізійне товариство[en], RTS Television Award, Best Drama Serial за «Conviction»[en] (номінація) – with Marc Munden, Bill Gallagher, Ann Harrison-Baxter, David Richards
- 2008: Премія БАФТА у телебаченні, Best Single Drama за «The Mark of Cain»[en] – з Tony Marchant, Lynn Horsford, Marc Munden
- 2008: Премія Broadcasting Press Guild[en], Best Single Drama за «The Mark of Cain» (номінація) – з Tony Marchant, Marc Munden, Lynn Horsford
- 2008: Телевізійний фестиваль в Монте-Карло, Golden Nymph for Best Television Film за «The Mark of Cain» – з Marc Munden, Lynn Horsford, Tony Marchant
- 2010: Премія БАФТА у телебаченні, Best Drama Serial за «Непрощена»[en] (номінація) – з Саллі Вейнрайт, Karen Lewis, David Evans
- 2013: Премія БАФТА у телебаченні, Best Mini-Series за «Останнє танго в Галіфаксі»[en] – з Саллі Вейнрайт Euros Lyn, Karen Lewis
- 2015: Премія БАФТА у телебаченні, Best Mini-Series за «Prey»[en] (номінація) – з Nick Murphy, Tom Sherry, Chris Lunt
- 2017:	Премія БАФТА у телебаченні, Best Drama Series за «Щаслива долина» – з Саллі Вейнрайт Juliet Charlesworth, Neasa Hardiman
- 2017: BAFTA Television Craft Award, Best Drama Series за «Щаслива долина» (номінація) – з Саллі Вейнрайт Juliet Charlesworth, Neasa Hardiman
- 2017: Banff Rockie Award[en], Best Mini-Series за «Щаслива долина» (номінація) – з Саллі Вейнрайт, Neasa Hardiman, Juliet Charlesworth
- 2017: Королівське телевізійне товариство, RTS Television Award, Best Single Drama за The Mark of Cain (номінація) – з Marc Munden, Lynn Horsford, Tony Marchant
- 2018: Королівське телевізійне товариство, RTS Northern Ireland Award, Best Drama за «Come Home»
- 2019: Creative Diversity Network Award, Commissioning за «Butterfly»[en]
- 2019: Королівське телевізійне товариство, RTS North West Award, Best Single Drama or Drama Series за «Довгі роки»
- 2019: Премія БАФТА у телебаченні, Presented with a Special Award recognising her outstanding contribution to the television industry
- 2020: Broadcast Award, International Programme Sales за «Довгі роки»